# Lona Andre
Lona Andre (Nashville (Tennessee), 2 maart 1915 - Los Angeles, 18 september 1992) was een Amerikaanse actrice.

## Levensloop en carrière
Voor Andre haar eerste film maakt in 1933 werd ze verkozen tot een van de WAMPAS Baby Stars in 1932, aan de zijde van onder meer Ginger Rogers, Gloria Stuart en Mary Carlisle. Ze verscheen in School for Girls uit 1934 naast Toby Wing, Lois Wilson, Sidney Fox en Dorothy Lee. In 1936 speelde ze mee in Our Relations, een film van Stan Laurel en Oliver Hardy. In 1949 stopte Andre met acteren.
In 1938 zette Andre een golfrecord neer door 156 holes te spelen in bijna 12 uur tijd.
Andre was gehuwd met acteur Edward Norris en James T. Bolling. Ze overleed in 1992 op 77-jarige leeftijd. Ze ligt begraven op het Forest Lawn Memorial Park (Glendale), naast vele andere beroemdheden.
- Biblioteca Nacional de España: XX4815443
- Gemeinsame Normdatei: 1297868773
- International Standard Name Identifier: 0000 0000 7826 1439
- Library of Congress Control Number: no89021245
- Virtual International Authority File: 34014236
- WorldCat: E39PBJjHfTyBCJQt9RwqQf3G73